# Wladimir Georgijewitsch Sorokin

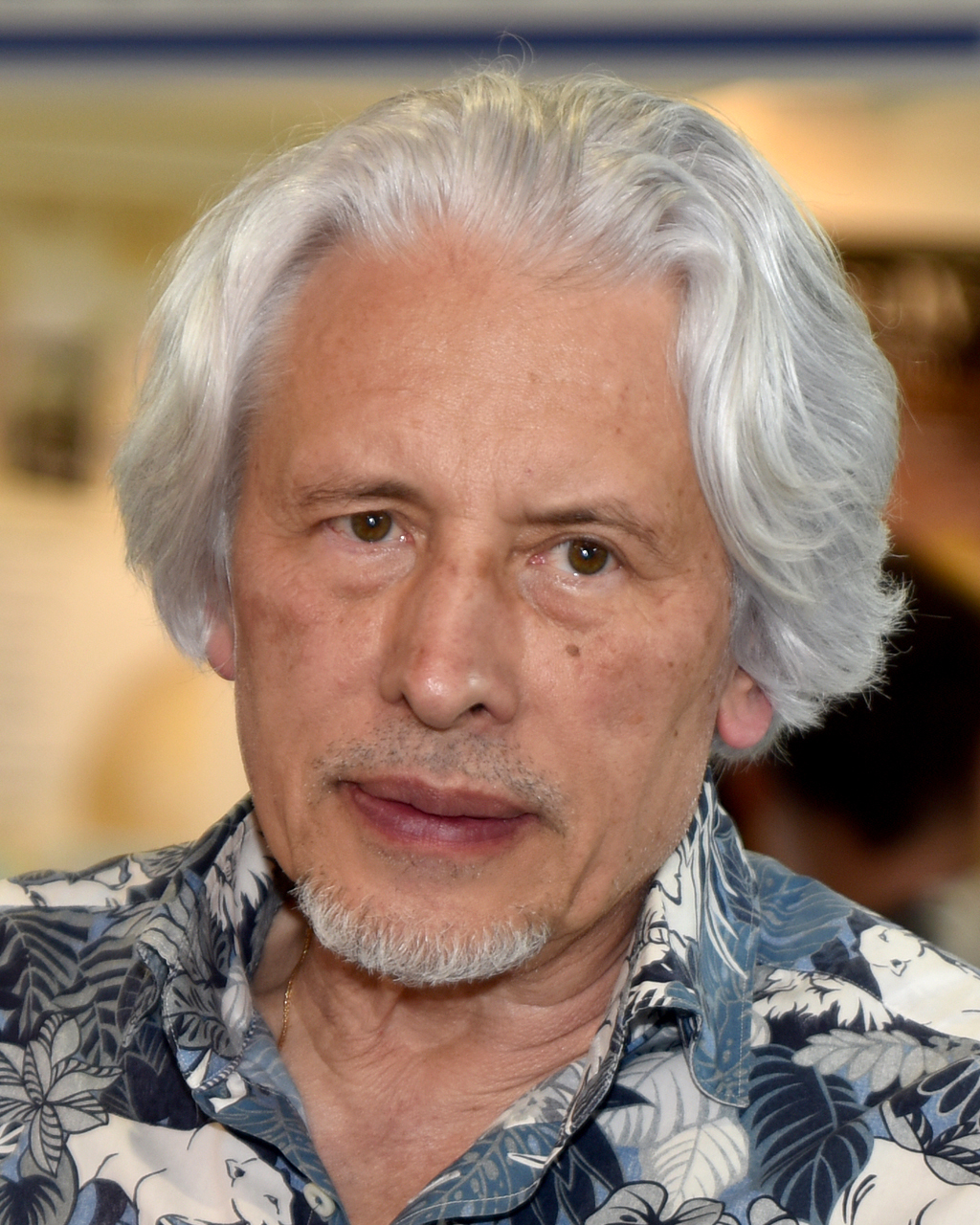
Vladimir Sorokin (2023)

Wladimir Georgijewitsch Sorokin (russisch Владимир Георгиевич Сорокин, wiss. Transliteration Vladimir Georgievič Sorokin; Betonung: Wladímir Geórgijewitsch Sorókin; * 7. August 1955 in Bykowo bei Moskau) ist ein russischer Schriftsteller und Dramatiker. Sorokin gilt als Vertreter des Moskauer Konzeptualismus und der russischen Postmoderne. Er war in der Vergangenheit heftigen Angriffen von regierungsnahen politischen Organisationen ausgesetzt. Seit dem russischen Überfall auf die Ukraine im Februar 2022 lebt Sorokin im Exil in Berlin.

## Leben

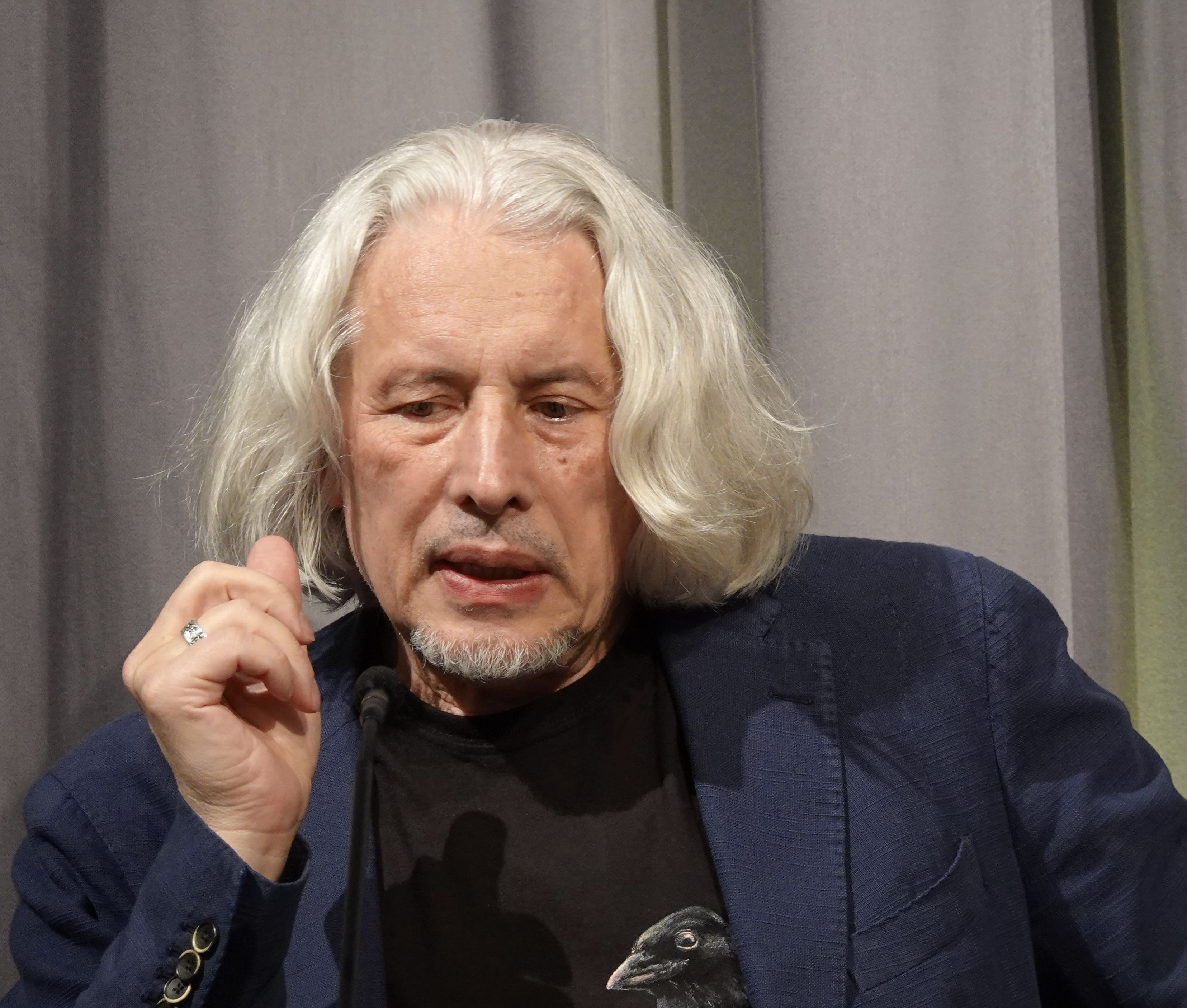
Wladimir Sorokin im Literaturhaus Zürich, 2022

Sorokin studierte am Moskauer Gubkin-Institut der Erdgas- und Erdölindustrie sowie am Institut für Chemie. Nach dem Abschluss seiner Ingenieursausbildung im Jahre 1977 arbeitete er ein Jahr lang für die Zeitschrift „Wechsel“ (Смена), bevor die Weigerung, dem Komsomol beizutreten, zu seiner Entlassung führte. Unterdessen beschäftigte sich Sorokin bereits mit Buchgraphik, Malerei und Konzeptkunst und nahm an zahlreichen Ausstellungen teil; so gestaltete und illustrierte er etwa 50 Bücher. Auch die ersten eigenen literarischen Gehversuche machte er schon zu Beginn der 1970er Jahre. 1972 debütierte er als Dichter in der auflagenstarken Zeitung „Für die Erdölindustrie“ (За кадры нефтяников).
In den 1980er Jahren zählte er zur Moskauer inoffiziellen Literatur. Sorokin stand damals dem Moskauer Kreis der Konzeptualisten nahe und publizierte im Samisdat. 1985 wurden in der Pariser Zeitschrift А-Я sechs Erzählungen Sorokins nachgedruckt. Im selben Jahr erschien der Roman „Die Schlange“ (Очередь) im französischen Verlag Syntaxe. Die erste Publikation in der Sowjetunion fällt ins Jahr 1989, als Sorokin in der Novemberausgabe der Zeitschrift „Quelle“ (Родник) einige Erzählungen veröffentlichte. In der Folge erschienen Erzählungen in den Zeitschriften Dritte Modernisierung (Третья модернизация), Ende des Jahrhunderts (Конец века), Mitin Journal (Митин журнал) und Mesto Petschati (Место печати).
Im März 1992 wurde Sorokin einem größeren Leserkreis bekannt, als der Roman „Die Schlange“ in der Zeitschrift „Kinokunst“ (Искусство кино) und ein Erzählband im Moskauer Verlag „Russlit“ (Русслит) erschienen. Zudem wurde das Manuskript „Die Herzen der Vier“ (Сердца четырёх) veröffentlicht. Seine Bücher sind gegenwärtig in 22 Sprachen übersetzt. Wladimir Sorokin lebt in der Nähe von Moskau und in Berlin, ist verheiratet und Vater von Zwillingstöchtern. Im November 2014 fand er nach einer Unterbrechung von 35 Jahren wieder zurück zur Malerei.
Sorokins Texte sind im deutschsprachigen Raum so populär, dass selbst seine Romane Bühnenfassungen bekommen. So wurde zum Beispiel Manaraga. Tagebuch eines Meisterkochs von Regisseurin Blanka Rádóczy in einer pausenfrei 80-minütigen Performance-Inszenierung am Schauspielhaus Graz auf die Bühne gebracht. Die Gemeinschaftsproduktion von Schauspielhaus Graz & steirischer herbst ’19 hatte ihre Uraufführung am 9. Oktober 2019. Im August 2025 wird der russische Regisseur Kirill Serebrennikow seine Dramatisierung des Schneesturms auf der Pernerinsel in Hallein vorstellen. Die Hauptrollen übernehmen August Diehl (als Dr. Garin) und Filipp Avdeev (als Perkhusha).
Sorokin war Mitglied des PEN Russland, verließ diesen aber, wie er sagt, als dieser „konformistisch und pro-putinistisch wurde“. Im Juni 2022 gehörte er zu den Mitgründern des PEN Berlin.

## Kontroversen und Verbote
Sorokin wird neben Wiktor Pelewin und Wiktor Jerofejew als einer der drei Hauptvertreter der russischen Postmoderne angesehen und gilt als einer der schärfsten Kritiker des politischen Systems Russlands. In seinen Erzählungen und Romanen zitiert er unterschiedliche Schreibweisen, z. B. parodiert er die Stilistik des sozialistischen Realismus und kombiniert sie mit Gewaltdarstellungen und Elementen russischer Mythologie. Gemäß Sorokin ist das gegenwärtige Russland nur noch mit den grotesken Mitteln der Satire abzubilden.
Sorokins Texte führten in Russland zu mehreren politischen Kontroversen. Insbesondere die putinnahe Jugendbewegung Iduschtschije wmeste initiierte eine Reihe von diffamierenden Aktionen, die sich gegen das Wirken Sorokins richteten, u. a. bauten sie 2002 vor dem Bolschoi-Theater in Moskau eine riesige Toilette auf, in die sie Sorokins Bücher warfen. 2002 reichten sie beim Moskauer Bezirksgericht Klage gegen Sorokin wegen angeblicher Pornographie, u. a. in seinem Roman Himmelblauer Speck (Goluboe Salo) ein. Der Rechtsstreit endete zu Gunsten Sorokins; der russische Kulturminister Michail Schwydkoi hatte sich schon früh gegen die Zensurversuche ausgesprochen. Warf Iduschtschije Wmeste Sorokins Bücher noch symbolisch ins Klo, so verbrannte die Organisation unter ihrem neuen Namen Naschi („Unsere“) die Bücher des Schriftstellers in der Folge sogar öffentlich.
Im Frühjahr 2005 wurde der Kulturausschuss der Duma legitimiert, gegen die Uraufführung der Oper Rosenthals Kinder (Musik: Leonid Desjatnikow, Libretto: Wladimir Sorokin) am Bolschoi-Theater eine Untersuchung einzuleiten. Protagonisten der Oper sind u. a. ein Genforscher, eine Reihe von Prostituierten und Klone der verstorbenen Komponisten Mozart, Verdi, Mussorgski, Wagner und Tschaikowski.
Im Jahr 2006 erschien Der Tag des Opritschniks, eine Dystopie, in der die Welt Iwan des Schrecklichen ins zeitgenössische Russland projiziert wird. Trotz des Datums in der Zukunft ist darin die Gegenwart erkennbar mit nationalpatriotischen beziehungsweise neoimperialistischen Diskursen.
Die russische Zeitung Moskowski Komsomolez nannte den Autor 2010 nach der Verleihung des Gorki-Preises einen Revolutionär, der auf der Suche nach neuen literarischen Formen sei. Allerdings könnten die meisten Russen wenig anfangen mit Wladimir Sorokin und seiner Moderne.
Im März 2022 gehörte Sorokin zu den Unterzeichnern eines Appells russischsprachiger Schriftsteller an alle Russisch sprechenden Menschen, innerhalb Russlands die Wahrheit über den Krieg in der Ukraine zu verbreiten. Im Juni schrieb er, jeder vernünftige Mensch habe 20 Jahre Zeit gehabt, um zu erkennen, wer Putin ist. Aber die Menschen hätten das Gewissen gegen materielles Wohlergehen getauscht, und nun, 2022 ernteten sie die Früchte ihres Tuns. 

„Ich habe das Ausmaß von Putins Wahnsinn unterschätzt. Er zerstörte alles, was er berührte. Er sagt, er habe Russland von den Knien gehoben, aber in Wirklichkeit hat er es zerstört.“

2023 wurden russische Buchhandlungen und Bibliotheken angewiesen, die Werke Sorokins aus dem Angebot zu nehmen. Das Kulturministerium in Moskau dementierte allerdings, dass es Listen mit „verbotenen Büchern“ gebe. 2024 „empfahl“ das neu installierte „Expertenzentrum für Bücher“ des Verlagsverbandes Russische Buchunion, das mit der Aufgabe betraut ist zu prüfen, ob Bücher den russischen Gesetzen entsprechen, Sorokins im November 2023 erschienenes Buch Das Erbe, den letzten Band seiner Schneesturm-Trilogie, aus dem Verkauf zu nehmen. Daraufhin sah der Moskauer Verlag Eksmo-AST von einer Neuauflage der bereits fast ausverkauften Erstauflage ab.

## Bibliographie

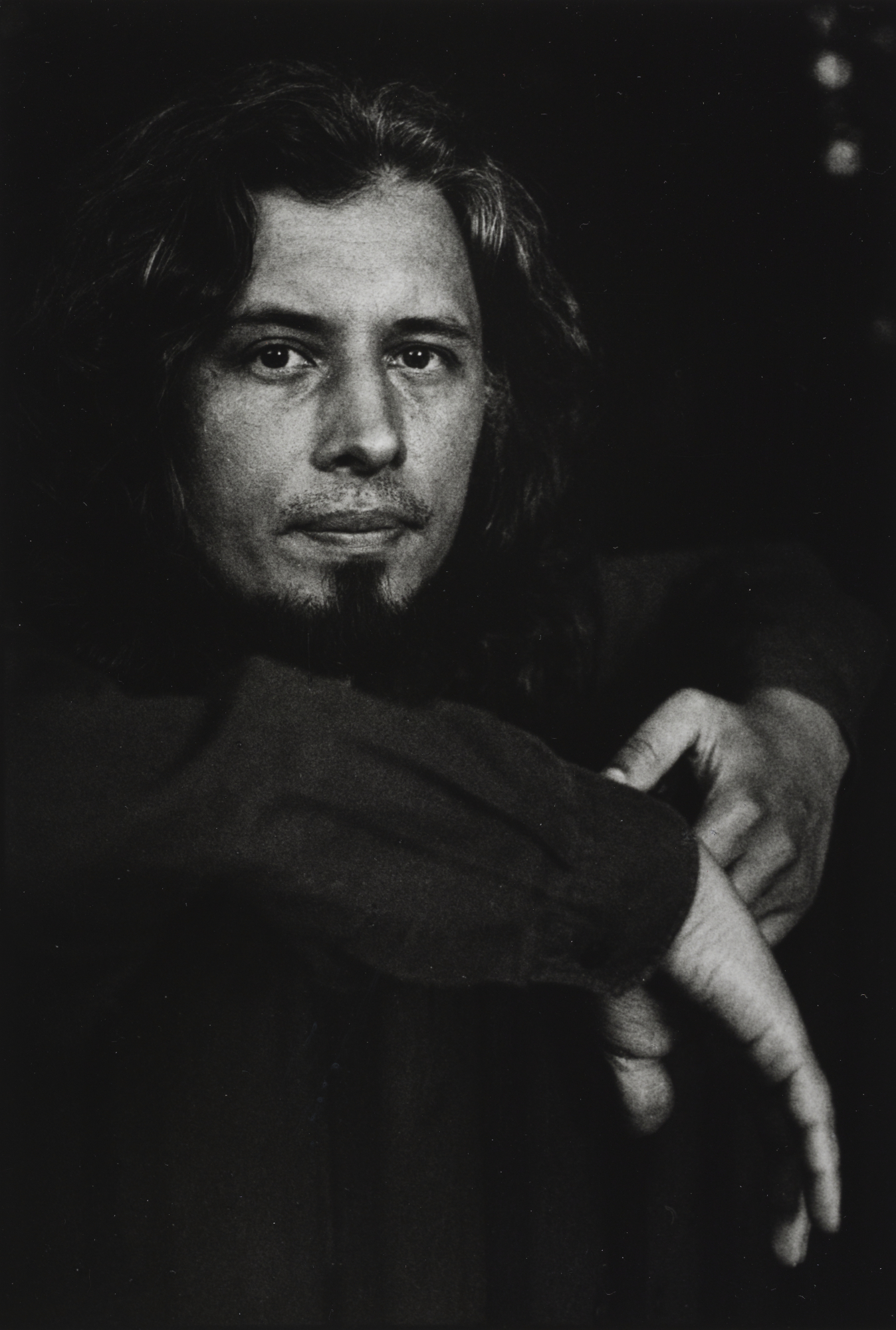
Wladimir Sorokin, aufgenommen während eines Aufenthalts in der Villa Waldberta von Barbara Niggl Radloff (1990)

### Romane
- Die Schlange (Очередь), entstanden 1983, veröffentlicht Paris (Syntaxe) 1985 (deutsch von Peter Urban bei Haffmans, Zürich 1990, ISBN 3-251-00168-X)
- Норма (Norma, „Die Norm“), entstanden 1979–1984, Moskau (Tri Kita und Obscuri Viri) 1994 (deutsch von Dorothea Trottenberg, Dumont, Köln 1999, ISBN 3-7701-4482-1)
- Роман (Roman), entstanden 1985–1989, Moskau (Tri Kita und Obscuri Viri) 1994 (deutsch von Thomas Wiedling, Haffmans, Zürich 1995, ISBN 3-251-00298-8)
- Marinas dreißigste Liebe (Тридцатая любовь Марины), entstanden 1984, Moskau (Elinina) 1995 (deutsch von Thomas Wiedling, Haffmans, Zürich 1991, ISBN 3-251-00187-6)
- Die Herzen der vier (Сердца Четырех), entstanden 1991, Welterstausgabe in deutscher Sprache von Thomas Wiedling, Haffmans, Zürich 1993, ISBN 3-251-00231-7)
- Der himmelblaue Speck (Голубое Сало), Moskau (Ad Marginem) 1999 (deutsch von Dorothea Trottenberg, Dumont, Köln 2000, ISBN 3-8321-4881-7; russischer Volltext)
- Пир (Pir, „Das Bankett“), Moskau (Ad Marginem) 2000
- Der Obelisk (deutsch von Gabriele Leupold, Haffmans, Zürich 1992, ISBN 3-251-00192-2)
- Ljod. Das Eis (Лёд), Moskau (Ad Marginem) 2002 (deutsch von Andreas Tretner, Berlin Verlag, Berlin 2003, ISBN 3-8270-0493-4)
- Bro (Путь Бро), Moskau (Zakharov Books) 2004 (deutsch von Andreas Tretner, Berlin Verlag, Berlin 2006, ISBN 3-8270-0610-4)
- 23.000 (23'000), Moskau (Zakharov Books) 2009 (deutsch von Andreas Tretner, Berlin Verlag, Berlin 2010, ISBN 978-3-8270-0701-8)
- Der Tag des Opritschniks (День опричника), Moskau (Zakharov Books) 2006 (deutsch von Andreas Tretner, Kiepenheuer & Witsch, Köln 2008, ISBN 978-3-462-03923-8)
- Der Schneesturm (Метель), 2010 (deutsch von Andreas Tretner, Kiepenheuer & Witsch, Köln 2012, ISBN 978-3-462-04459-1)
- Telluria (Теллурия), Moskau (AST) 2013 (deutsch vom Kollektiv Hammer und Nagel, Kiepenheuer & Witsch, Köln 2015, ISBN 978-3-462-04811-7)
- Manaraga. Tagebuch eines Meisterkochs, Roman, aus dem Russischen von Andreas Tretner, Kiepenheuer & Witsch, Köln 2018, ISBN 978-3-462-31876-0.[18]
- Doktor Garin, Roman, aus dem Russischen von Dorothea Trottenberg, Kiepenheuer & Witsch, Köln 2024, ISBN 978-3-462-00286-7 (zweiter Band der Schneesturm-Trilogie).
- Das Erbe (Наследие), Moskau (Eksmo-AST) 2023 (dritter Band der Schneesturm-Trilogie).

### Kunstbücher
- Pferdesuppe. Mit Zeichnungen von Yaroslaw Schwarzstein, aus dem Russischen von Dorothea Trottenberg, ciconia cicona Berlin 2017, ISBN 978-3-945867-10-5
- Das weiße Quadrat. Für Kirill Serebrennikow. Mit Zeichnungen von Ivan Razumov, aus dem Russischen von Christiane Körner, ciconia cicona Berlin 2018, ISBN 978-3-945867-17-4

### Kurzgeschichten, Essays, Prosagedichte
- Birkhahn (Тетерев), 1969
- Äpfel (Яблоки), 1969
- Umzingelt (Окружение), 1980
- Ein Monat in Dachau (Месяц в Дахау), 1994, Prosagedicht
- Lazurnata Mass (Лазурната мас), 2000
- Moskauer Eros (Эрос Москвы), 2000, Essay
- Schneemann (Снеговик), 2001
- Hiroshima (Хиросима), 2001
- Blick auf morgen. Godzilla’s Gebrüll und Pikachus Geschrei (Вид на завтра. Рев Годзиллы и крик Пикачу), 2004, Essay
- Küche (Кухня), 2005
- Herz, bitte (Сердечная просьба), 2005
- Ziel (Мишень), 2005
- Schwarzes Pferd mit weißem Auge (Черная лошадь с белым глазом), 2005
- Wellen (Волны), 2005
- Der Zuckerkreml (Сахарный кремль), 2008 (deutsch von Andreas Tretner, Kiepenheuer & Witsch, Köln 2010, ISBN 3-4620-4226-2)
- Die rote Pyramide, Erzählungen, aus dem Russ. von Andreas Tretner, Dorothea Trottenberg, Kiepenheuer & Witsch, Köln 2022, ISBN 978-3-462-05370-8. Orig. u. d. T. Das weiße Quadrat (Белый квадрат), 2017

### Theaterstücke
- Pelmeni (geschrieben 1984–1987), UA St. Petersburg, 1992 (DEA Münchner Kammerspiele, 1997; Regie: Peter Wittenberg)
- Der Unterstand (geschrieben 1985), UA Theatergruppe „Schule der russischen Anmaßung“, Moskau, 1993 (Regie: Vadim Sakevic)
- Die russische Großmutter (geschrieben 1988), UA Schauspiel Leipzig, 2001 (Regie: Sascha Bunge)
- Vertrauen (geschrieben 1989)
- Die Konkreten (geschrieben 2000), UA Neue Bühne Senftenberg, 2004 (Regie: Sascha Bunge)
- Dysmorphomanie (geschrieben 1990), UA das schauspielhaus, Wien, 1996 (Regie: Christian Stückl)
- Die Schlange – 17 Variationen über ein anthropologisches Thema, UA Musikfestspiele Dresden, 1992 (Regie: Carsten Ludwig)
- Der Obelisk, UA Festspielhaus Hellerau, 1993 (Regie: Carsten Ludwig)
- Das Jubiläum (geschrieben 1993), UA Staatsschauspiel Dresden, 1994 (Regie: Carsten Ludwig)
- Ein Monat in Dachau, UA Festspielhaus Hellerau, 1994 (Regie: Carsten Ludwig)
- Hochzeitsreise (geschrieben 1994/95), UA Volksbühne Berlin, 1995 (Regie: Frank Castorf)[19]
- Krautsuppe, tiefgefroren (geschrieben 1995/96), UA Staatstheater Cottbus, 1999 (Regie: Michael Hase)
- Ein Monat in Dachau, UA Düsseldorfer Schauspielhaus, 1996 (Regie: Dimiter Gotscheff)
- Dostojevskij-Trip (geschrieben 1997; DEA Bremer Theater, 2001; Regie: Marlon Metzen)
- Gutes Neues Jahr (geschrieben 1998)
- Libretto zur Oper Дети Розенталя („Rosenthals Kinder“), UA Bolschoi-Theater, Moskau, 2005
- Theateradaption von Лёд, UA in der „Heimstatt“ vor dem Theaterhaus Jena, 2. Dezember 2010 (Regie: Jan-Christoph Gockel)

### Film-Drehbücher
- Verrückter Fritz (Безумный Фриц), 1994 (Regisseure: Tatiana Didenko und Alexander Shamaysky)
- Moskau (Москва), 2001 (Regisseur: Alexander Zeldovich; erster Preis des Filmfestivals Bonn; Preis der Federation of Russian Film-Clubs für den besten russischen Film des Jahres)
- Kopeke (Копейка), 2002 (Regisseur: Ivan Dykhovichny; nominiert für den Zolotoy Oven-Preis für das beste Drehbuch)
- 4 / Vier (4 / Четыре), 2004 (Regisseur: Ilja Chrschanowski; großer Jury-Preis beim Internationalen Film-Festival Rotterdam)
- Das Ding (Вещь), (Regisseur: Ivan Dykhovichny; unvollendet, da der Regisseur während der Produktion starb)
- Die Falle (Ловушка), 2009 (Regisseur: Alexander Schurikhin)
- Dau (Дау), 2010

## Auszeichnungen
- 1996 Hörspielpreis der Akademie der Künste für die Hörspielfassung seines Romans Hochzeitsreise
- 2001 Russischer Booker-Preis und russischer Andrei Bely-Preis (Премия Андрея Белого) für Verdienste um die russische Literatur
- 2005 Russisch-amerikanischer Liberty-Preis
- 2005 Französischer Ordre des Arts et des Lettres
- 2010 Gorki-Preis[12]
- 2015 Premio Gregor von Rezzori für Der Tag des Opritschniks